# 5493 Шпітцвеґ
5493 Шпітцвеґ (5493 Spitzweg) — астероїд головного поясу, відкритий 24 вересня 1973 року.
Тіссеранів параметр щодо Юпітера — 3,535.